# Buljol
Le buljol est une salade trinidadienne, composée de morue salée hachée, de tomates et de piments.
À l'époque coloniale, le buljol était considéré comme la nourriture du pauvre mais, de nos jours, il constitue une composante du déjeuner, consommé avec du pain grillé ou du fried bake. De Trinidad, l'utilisation du buljol s'est étendue à d'autres îles des Caraïbes (en particulier en Barbade) et aux communautés trinidadiennes des pays anglophones comme le Canada, le Royaume-Uni et les États-Unis.

## Préparation
La peau et les arêtes de la morue salée sont retirées puis cuites ou trempées à plusieurs reprises dans de l'eau de cuisson pour éliminer le plus de sel possible. Le poisson est ensuite râpé et mélangé avec des tomates hachées et des piments. Selon les goûts on ajoute des ingrédients tels que des oignons, des poivrons et de l'huile d'olive principalement, mais aussi de l'ail, des œufs durs, du jus de citron, de la laitue, du vin blanc et diverses herbes. Au lieu de la morue, la goberge ou le merlu peuvent également être employés.

## Origine du nom
Le nom du mets est d'origine française. En 1783, l'Espagne, puissance coloniale du XVIIIe siècle à Trinité-et-Tobago lance la cédula de población, un édit qui favorise avec succès l'établissement de planteurs français (également catholiques) à Trinité qui deviennent rapidement la majorité de la population. Le nom est une combinaison des mots français « brûlé » et « gueule », adapté en bu'n jaw dans le patois trinidadien au XIXe siècle et finalement transformé en buljol. Le nom n'est pas lié à la température du plat (qui est servi froid) mais à son piquant, causé par le piment ajouté.